# Lilla Älgberget
Lilla Älgberget är ett Natura 2000-område i Hedemora kommun i Dalarnas län.
Området är naturskyddat sedan 2017 och är 5 hektar stort. Reservatet ligger i västra sluttningen av Lilla Älgberget där det finns brant hällmarksskog. I öster finns granskog.
På bergets östra sluttning, på andra sidan länsgränsen, finns naturreservatet Älgberget.